# Köllerbach
Köllerbach is een plaats in de Duitse gemeente Püttlingen, deelstaat Saarland, en telt 8000 inwoners.